# Iván DeJesús, Jr.
Iván DeJesús, Jr. (né le 1er mai 1987 à Guaynabo, Porto Rico) est un joueur d'utilité de la Ligue majeure de baseball.
Il est le fils d'Iván DeJesús, un arrêt-court qui joua dans les majeures de 1974 à 1988.

## Biographie
Iván DeJesús, Jr. est repêché en juin 2005 par les Dodgers de Los Angeles au deuxième tour de sélection. Il perçoit un bonus de 675 000 dollars à la signature de son premier contrat professionnel. 
DeJesús passe cinq saisons en Ligues mineures au sein de l'organisation des Dodgers avant d'effectuer ses débuts en Ligue majeure le 1er avril 2011. Il est titulaire au deuxième but à l'occasion de cette partie face aux rivaux des Giants de San Francisco. En trois passages au bâton, il est sorti trois fois sur des retraits sur des prises.
Il obtient son premier coup sûr dans les majeures le 16 avril alors qu'il est frappeur suppléant face à Kyle McClellan, lanceur des Cardinals de Saint-Louis.
Le 25 août 2012, les Dodgers échangent DeJesús, le premier but James Loney, le lanceur droitier Allen Webster et deux joueurs à être nommés plus tard (Rubby De La Rosa et Jerry Sands) aux Red Sox de Boston contre  le premier but Adrian Gonzalez, le voltigeur Carl Crawford, le lanceur droitier Josh Beckett et le joueur de troisième but Nick Punto.
DeJesús ne joue que 8 parties pour Boston. En 23 matchs en 2012 pour deux clubs, il frappe pour ,273 avec quatre points produits. Il est échangé aux Pirates de Pittsburgh le 26 décembre 2012 avec les lanceurs droitiers Mark Melancon et Stolmy Pimentel et le premier but Jerry Sands, en retour du releveur droitier Joel Hanrahan et du joueur d'avant-champ Brock Holt. Il ne joue pas pour les Pirates, qui l'assignent aux ligues mineures en 2013. En 2014, il évolue en ligues mineures avec un club-école des Orioles de Baltimore. Le 30 août 2014, les Orioles l'échangent, ainsi que le joueur de deuxième but Jemile Weeks, aux Red Sox de Boston contre le joueur d'utilité Kelly Johnson et le joueur de champ intérieur des ligues mineures Michael Almanzar.
Il est invité au camp d'entraînement des Reds de Cincinnati au printemps 2015. Le 5 juin 2015, il joue avec les Reds dans ce qui est son premier match au niveau majeur depuis le 3 octobre 2012. Il s'avère utile au club comme joueur d'utilité durant la saison 2015, jouant au champ extérieur aussi bien qu'au champ intérieur et participant à 76 matchs. Il frappe pour ,244 de moyenne au bâton avec 4 circuits et 28 points produits. Il frappe son premier circuit dans le baseball majeur le 8 juin 2015 contre le lanceur Cole Hamels des Phillies de Philadelphie.
Il est mis sous contrat par les Brewers de Milwaukee le 12 décembre 2016 après deux saisons chez les Reds de Cincinnati.